# Gerd Hirschauer
Gerd Hirschauer (* 22. April 1928 in Hagen; † 2. Januar 2007 in München) war ein deutscher Redakteur und Publizist.

## Leben und Beruf
Gerd Hirschauer war das Kind von Hans Hirschauer, Kaufmann bei der Tuchfabrik Habich in Herdecke, und Therese Hirschauer, geb. Baumhoff, Lehrerin. Er war der zweitälteste Sohn von fünf Geschwistern und ging in Herdecke auf die Volksschule. Mit fünfzehn war er Flakhelfer im  Zweiten Weltkrieg. Nachdem er angeblich desertiert war, wurde er von seinen Eltern bis zum Kriegsende versteckt. Er machte danach in Herdecke sein Abitur.
Er studierte anschließend Philosophie und Theologie in Mainz und München, wo sein Doktorvater Hermann Grings war, er jedoch nicht promovierte.
Während des Studiums schloss er sich der Katholischen Jungen Mannschaft an, deren „Reichskaplan“ Manfred Hörhammer war. Dort lernte er 1954 auch seine spätere Frau Margot Martin kennen. Sie heirateten 1962 und bekamen eine Tochter (Nikola). Bis zur Trennung der Eltern wohnte die Familie in Seefeld (Oberbayern), danach lebte Hirschauer in München. Er war aktiver Teilnehmer der Ostermärsche und vieler weiterer pazifistischer Demonstrationen.
Von 1956 an war er bis zu ihrer Einstellung Mitte der 1970er Jahre verantwortlicher Redakteur und Herausgeber der linkskatholischen Zeitschrift werkhefte („werkhefte, Zeitschrift für probleme der gesellschaft und des katholizismus“) sowie der Zeitschrift Kapitel. Danach betreute er lange Jahre als Redakteur die vorgänge. Zeitschrift für Bürgerrechte und Gesellschaftspolitik der Humanistischen Union und arbeitete als freier Lektor für verschiedene Verlage, betreute unter anderen Sabine Peters.

## Werke
- Der Katholizismus vor dem Risiko der Freiheit. Nachruf auf ein Konzil, Szcesny Verlag, München 1966.